# Jakumo (1900)
Jakumo byl pancéřový křižník postavený v německých loděnicích pro japonské císařské námořnictvo. V prvoliniové službě sloužil v letech 1900–1946. Účastnil se rusko-japonské války, první světové a druhé světové války. Roku 1946 byl vyřazen a sešrotován.

## Stavba

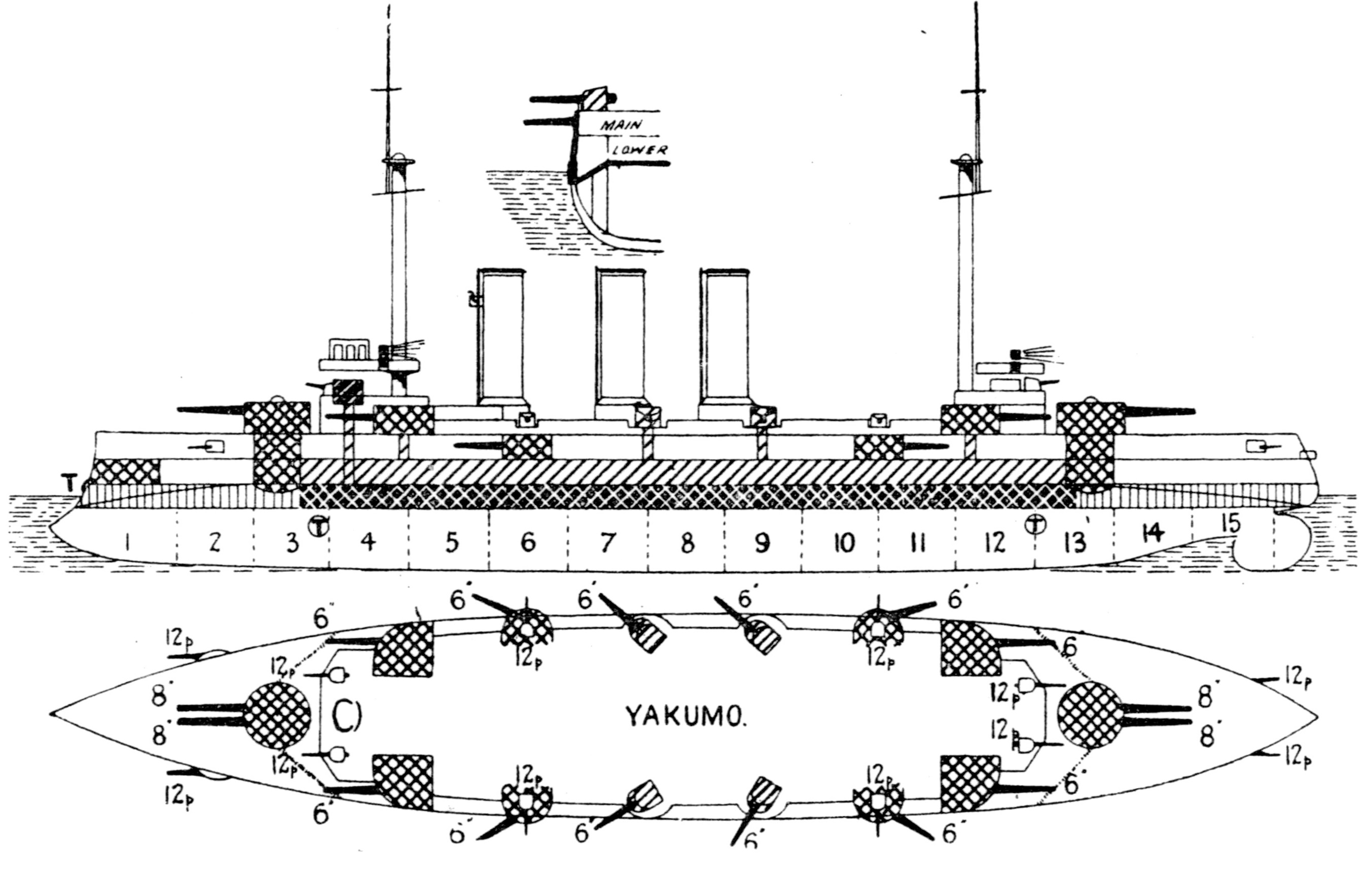
Jakumo

Křižník byl objednán v rámci druhého námořního rozvojového programu z 1896–1897. Japonsko tehdy nová plavidla poptávalo i v Německu, které dříve bylo dodavatelem konkurenční Číny. Stavba pancéřového křižníku Jakumo byla objednána u německé loděnice AG Vulcan Stettin ve Štětíně. Využíval britskou výzbroj. Stavba byla zahájena v březnu 1898, dne 8. července 1899 byla spuštěna na vodu a 20. června 1900 byla přijata do služby.

## Konstrukce

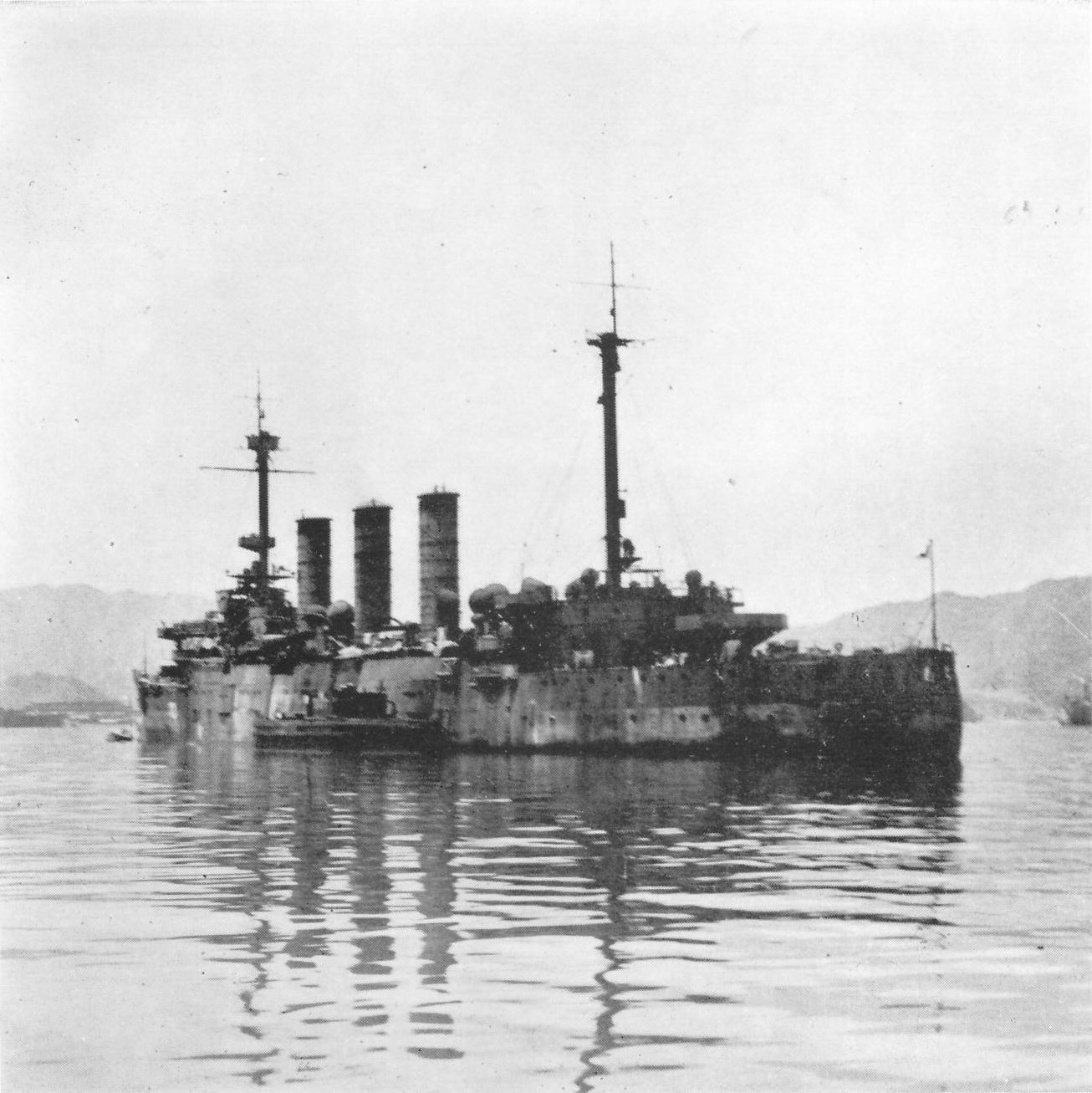
Jakumo v roce 1946

Trup byl rozdělen na 247 vodotěsných sekcí. Výzbroj tvořily čtyři 203mm kanóny ve dvoudělových věžích, dvanáct 152mm kanónů, dvanáct 76mm kanónů, sedm 47mm kanónů a pět 450mm torpédomety. Pohonný systém tvořilo 24 kotlů a dva parní stroje s trojnásobnou expanzí o výkonu 15 500 hp, pohánějící dva lodní šrouby. Nejvyšší rychlost dosahovala 20,5 uzlu. Dosah byl 7000 námořních mil při rychlosti 10 uzlů.

## Služba
Křižník Jakumo byl nasazen za rusko-japonské, přičemž v rozhodující bitvě u Cušimy se podílel ma potopení ruské pobřežní bitevní lodě Admiral Ušakov. Ve službě byl rovněž za první světové války. Od roku 1921 byl klasifikován jako kaibókan 1. třídy, ale využíván byl především k výcviku. Od roku 1942 byl opět klasifikován jako křižník 1. třídy, ale bojově nebyl nasazen. Po druhé světové válce sloužil až do července 1946 k repatriaci japonských vojsk. Následně byl sešrotován.